# Juegos Florales de Chile
Los Juegos Florales de Chile fueron una antigua celebración primaveral organizada por la Sociedad de Artistas y Escritores de Chile (SAECH) en la ciudad de Santiago, la capital de Chile.
Su principal, y más famoso, concurso era el literario, donde participaron los poetas y escritores chilenos más importantes de comienzos del Siglo XX. En su primera versión, llevada a cabo del 22 de diciembre de 1914, Gabriela Mistral obtuvo los máximos galardones: Flor Natural, Medalla de Oro y una Corona de Laurel. Fue a partir de su éxito en este certamen que la poetisa fue reconocida por primera vez como una autora promisoria de la lírica chilena, además, fue en esta competición que Gabriela Mistral adoptó definitivamente su seudónimo.

## Lista de galardonados
| Año  | Escritor           | Obra                 |
| ---- | ------------------ | -------------------- |
| 1914 | Gabriela Mistral   | Sonetos de la muerte |
| 1921 | Pablo Neruda       | Canción de la fiesta |
| 1931 | Volodia Teitelboim |                      |